# Bundesmeisterschaft des DFuCB 1891/92
Die Bundesmeisterschaft des DFuCB 1891/92 war die erste unter dem Deutschen Fußball- und Cricket Bund (DFuCB) ausgetragene Bundesmeisterschaft. Es war zu dem die zweite ausgetragene Fußballmeisterschaft eines Verbandes in ganz Deutschland, nach der Meisterschaft des Bund Deutscher Fußballspieler (BDF).
Die Gründung des DFuCB erfolgte im Mai 1891 als Alternative zum BDF. Sieben Mannschaften traten schließlich in der Meisterschaftsrunde der Ersten Klasse an, weiterhin war noch eine Zweite Klasse geplant. Erster Fußballmeister des DFuCB wurde The English FC vor dem BTuFC Viktoria 1889. Eine landesweit ausgespielte deutsche Fußballmeisterschaft gab es noch nicht.

## Fußball

### Erste Classe
| Pl. | Verein                | Sp. |
| --- | --------------------- | --- |
| 1.  | The English FC        | 12  |
| 2.  | BTuFC Viktoria 1889   | 12  |
|     | BTuFC Allemannia 1890 | 12  |
|     | BFC Concordia 1890    | 12  |
|     | BFC Frankfurt 1885    | 12  |
|     | BFC Stern 1889        | 12  |
|     | BFC Vorwärts 1890     | 12  |

Wegen Punktgleichstand gab es im Oktober 1892 ein Entscheidungsspiel zwischen dem English FC und dem BTuFC Viktoria, welches durch ein Tor von Philip Dennys mit 1:0 endete.

### Zweite Classe
| Pl. | Verein                     | Sp. |
| --- | -------------------------- | --- |
| 1.  | BTuFC Hohenzollern 1890    |     |
| 2.  | BFC Teutonia 1891          |     |
| 3.  | BFC Norden 1891            |     |
| 4.  | BTuFC Columbia 1891        |     |
| 5.  | Berliner Cricket Club 1883 |     |
| 6.  | DFV Hannover 1878          |     |
| 7.  | Niederschönweider CC 1891  |     |

Es ist unklar, ob in dieser Klasse überhaupt Spiele stattgefunden haben.

## Cricket
Die Meisterschaft wurde durch ein Entscheidungsspiel zwischen dem Berliner CC 1883 und dem BTuFC Viktoria 1889 entschieden, das der BCC gewann. Weitere Teilnehmer waren BCC Excelsior und Niederschöneweider CC 1891.